# 시황제 암살
《시황제 암살》(중국어 원제: 荆轲刺秦王)는 1998년에 개봉한 중국 영화이다. 사마천의 《사기》에 기록된 형가의 진왕(진 시황제) 암살 시도를 배경으로 한다. 천카이거가 감독했고 궁리, 장펑이, 저우쉰, 이설건 등이 출연했다. 평론가들에게 좋은 반응을 얻었고 1999년 칸 영화제 기술상을 수상했다. 제작비는 미화 2000만 달러로, 개봉 당시 가장 많은 제작비가 들어간 중국 영화였다.

## 줄거리
진시황제가 천하통일을 위해 전국6국을 위협하자 형가는 연나라의 태자 단의 명을 받아 진왕 정을 암살하려 한다.

## 같이 보기
- 영웅 (2002년 영화)